# Monsters (Film)
Monsters ist ein Science-Fiction-Drama des Regisseurs Gareth Edwards aus dem Jahr 2010. Der Film, für den Edwards neben der Regie auch die Kameraarbeit übernahm, das Drehbuch schrieb und die visuellen Effekte entwickelte, startete am 9. Dezember 2010 in den deutschen Kinos. 2014 entstand die Fortsetzung Monsters: Dark Continent.

## Handlung
Eine Sonde der NASA, die auf der Suche nach vermuteten fremden Lebensformen war, stürzte sechs Jahre vor Beginn der Handlung über Nordmexiko ab, wie ein einleitender Text informiert. Nachdem sich fremde Lebensformen (über 100 Meter lange krakenartige Tiere) entwickelt hatten, wurde das Gebiet, die so genannte Infizierte Zone, abgesperrt. Ein ähnliches Szenario findet sich in dem Werk Picknick am Wegesrand von den Gebrüdern Strugatzki und im darauf basierenden sowjetischen Spielfilm Stalker von Andrej Tarkowski.
Fotograf Andrew ist in Mexiko, nahe der Infizierten Zone, um Sensationsbilder von Opfern der Alien-Angriffe zu machen, die für die lokale Bevölkerung auch außerhalb der Zone inzwischen zum Alltag gehören. Gegen seinen Willen soll er Samantha, die verwöhnte Tochter seines Verlegers, aus Mexiko zurück in die USA bringen, bevor alle Wege für die nächsten sechs Monate geschlossen werden, weil die Paarungszeit oder Eiablagezeit der „Monster“ beginnt, in der sie an Land kommen und aktiver und gefährlicher sind. Andrew soll Samantha sicher zur Küste geleiten, damit sie mit der Fähre die infizierte Zone umgehen kann. Für das Ticket muss Andrew 5.000 Dollar bezahlen. Ein alternativer Weg ist nur der gefährliche Weg durch die Zone. Am Abend kommen sich Samantha und Andrew bei einem Ausflug in die Stadt etwas näher, Samantha lehnt jedoch konkrete Annäherungsversuche ab. Die lokale Nachtbekanntschaft, die Andrew im Tequilarausch daraufhin mit nach Hause nimmt, stiehlt ihm am Morgen Pässe, Ticket und Geld (er hatte auch Samanthas Sachen aufbewahrt). Nur mit Hilfe des wertvollen Verlobungsringes von Samantha können sie jetzt einen illegalen Trip durch die Infizierte Zone kaufen. Mittels mexikanischer Schlepper gelangen sie in die Zone. Durch die Milizen erfahren sie das Geheimnis der Zone. Das außerirdische Leben hat seine Eier in pilzartigen Gebilden in den Bäumen abgelegt und US-amerikanische Giftgasbomben sollen diese abtöten, bevor sie, auf dem Weg durch die Flüsse im Ozean zu Riesenkraken geworden, wieder in das Hochland kommen, um erneut Eier abzulegen. Darum werden an die Bevölkerung auch Gasmasken ausgeteilt. Bei einer nächtlichen „Monster“-Attacke werden ihre bewaffneten Begleiter getötet, sodass Samantha und Andrew ihre Reise alleine durch den Dschungel bis zur US-Grenzmauer, die verhindern soll, dass die „Monster“ auf US-Territorium gelangen, antreten müssen. Auf der ganzen Reise sind sie sich immer näher gekommen, Samantha hat von ihrem Verlobten und ihren Problemen mit ihrem Vater erzählt und Andrew von seinem sechsjährigen Sohn, der aus einer kurzen Beziehung stammt und zu dessen Geburtstag er in den USA sein wollte, weil er ihn sonst selten sieht.
Nachdem sie die Mauer passiert haben, müssen sie feststellen, dass die Monster bereits die Grenze überschritten haben und Teile von Texas evakuiert wurden. Beide finden Zuflucht in einer Tankstelle und melden sich telefonisch bei der Rettungseinheit, die sie abholen soll. Doch die Tankstelle wird von zwei Monstern heimgesucht, die aber eine Art Paarungsritual vollziehen, was Andrew und Samantha fasziniert beobachten. Dann hören sie Hubschrauber und küssen sich lange, bevor sie vom US-Militär vermeintlich gerettet werden, indem diese sie ziemlich rüde in ihre Fahrzeuge zerren. Hier schließt die Handlung an, die bereits zu Beginn des Filmes zu sehen war. In verwackelten Aufnahmen über Nachtsichtgerät sieht man, wie ein Alien die Fahrzeugkolonne angreift. Die Soldaten beschießen das fremde Wesen, während Andrew die anscheinend schwer verletzte Samantha aus dem Kampfgetümmel zieht. Dann wird über Funk die Erlaubnis erteilt, das Wesen mit einem Luftangriff zu töten.

## Kritiken
„Monsters ist ein poetischer Science-Fiction-Film, der seine Protagonisten lange durch den mittelamerikanischen Dschungel treiben lässt, nur vereinzelt Elemente der Verfremdung und Relikte des Monster-Krieges in die Naturkulisse implantiert und ungewöhnlich unsentimental von der Annäherung des Paares erzählt. Im Subtext entwickelt sich Edwards Infektionsszenario zu einer deutlichen Metapher für die Angst vor illegaler Einwanderung in den Vereinigten Staaten.“

„Mit Realismus kokettierender Science-Fiction-Film, dessen bedrohliche Stimmung durch ein schlampiges Drehbuch voller logischer Brüche zerstört wird.“

„Monsters entzieht sich weitgehend den Konventionen des Genres. Während in anderen Vertretern der Auftritt des Monsters die wahre Attraktion darstellt, sind die riesigen, krakenähnlichen Geschöpfe im Kinodebüt des englischen Computergrafikers Gareth Edwards kaum zu sehen. […] Während der Monsterfilm Cloverfield über ein sehr hohes Budget verfügte, aber als billiges Amateurvideo getarnt war, verhält es sich mit Monsters genau umgekehrt. Zumindest äußerlich ist er alles andere als ein Low-Budget-Film und sieht sogar richtig gut aus.“

„Monsters, das Regiedebüt von Special-Effects Spezialist Gareth Edwards, der auch für das Drehbuch und die Kameraarbeit zuständig war, ist eine der Kinoüberraschungen des Jahres. Trotz eines Budgets unter 500.000 US-Dollar kann der Film vor allem mit seiner speziellen Atmosphäre und der atemberaubenden Optik beeindrucken.“

„Ein ruhiger Roadtrip als Schaufenster in eine surreale Welt, die zugleich beängstigend wie wunderschön ist.“

Peter Uehling attestierte dem Film in der Berliner Zeitung eine Beklommenheit, denn an der Oberfläche sei er ruhig erzählt, es schwinge aber eine stete Bedrohung mit.

## Promotion
Der Film Monsters war Teilnehmer auf etlichen Festivals, wie South by Southwest, auf dem 64. Edinburgh International Film Festival, auf dem Cannes Film Festival, sowie auf dem Melbourne International Film Festival (22. Juli bis 8. August 2010) in Australien und auf dem Fantasy Filmfest (17. August bis 9. September 2010) in Deutschland.

## Soundtrack
Der Soundtrack stammt von dem renommierten Musikproduzenten Jon Hopkins.